# Уймавут
Уймавут (узб. O’ymovut, Ўймовут) — міське селище в Узбекистані, в Чиракчинському районі Кашкадар'їнської області.
Статус міського селища з 2009 року.